# Cattedrale della Dormizione (Astrachan')
La cattedrale della Dormizione (in russo Успенский собор?) è la chiesa più grande della città di Astrachan', in Russia. Sita all'interno del complesso del Cremlino di Astrachan', è considerata uno dei migliori esempi dell'architettura russa d'inizio XVIII secolo.
Ospita al proprio interno il reliquiario del metropolita e santo Giuseppe, ucciso nel 1671 da una banda di cosacchi del Volga guidata da Sten'ka Razin. Altri personaggi illustri sepolti nell'edificio sono i santi Teodosio e Gerasim, il valì del Regno di Kartli Vakhtang VI ed il re della Cachezia Teimuraz II.

## Storia e descrizione
La prima chiesa costruita sul sito dell'attuale cattedrale fu un piccolo tempio di legno consacrato alla Theotokos di Vladimir e costruito per volere dell'egumeno Cirillo nel 1568. Il motivo per cui l'edificio fu dedicato alla celebre icona della Madonna è da ricercarsi nel fatto che lo zar Ivan il Terribile inviò una copia della stessa ad Astrachan' nel 1558, in segno di benedizione per la nuova città.
A causa delle modeste dimensioni, ben presto la chiesa si rivelò inadatta ad assolvere le funzioni attribuitegli. Con l'autorizzazione del patriarca di Mosca Giobbe, alla fine del XVI secolo il nuovo egumeno Teodosio fu incaricato della costruzione di una nuova struttura in pietra. La chiesa fu completata nel 1602 e fu consacrata alla ricorrenza della Dormizione di Maria, come la celebre cattedrale della Dormizione del Cremlino di Mosca.
Alla fine del XVIII secolo l'edificio versava in stato di grave deterioramento. Fu allora che il metropolita di Astrachan' Sabbazio iniziò a raccogliere i fondi necessari per la costruzione di una nuova cattedrale. Egli riuscì ad ottenere 10.000 rubli ma morì prima di poter avviare i lavori. Il nuovo metropolita Sansone lanciò un appello allo zar Pietro I e nel 1698 ottenne l'approvazione governativa per la costruzione.

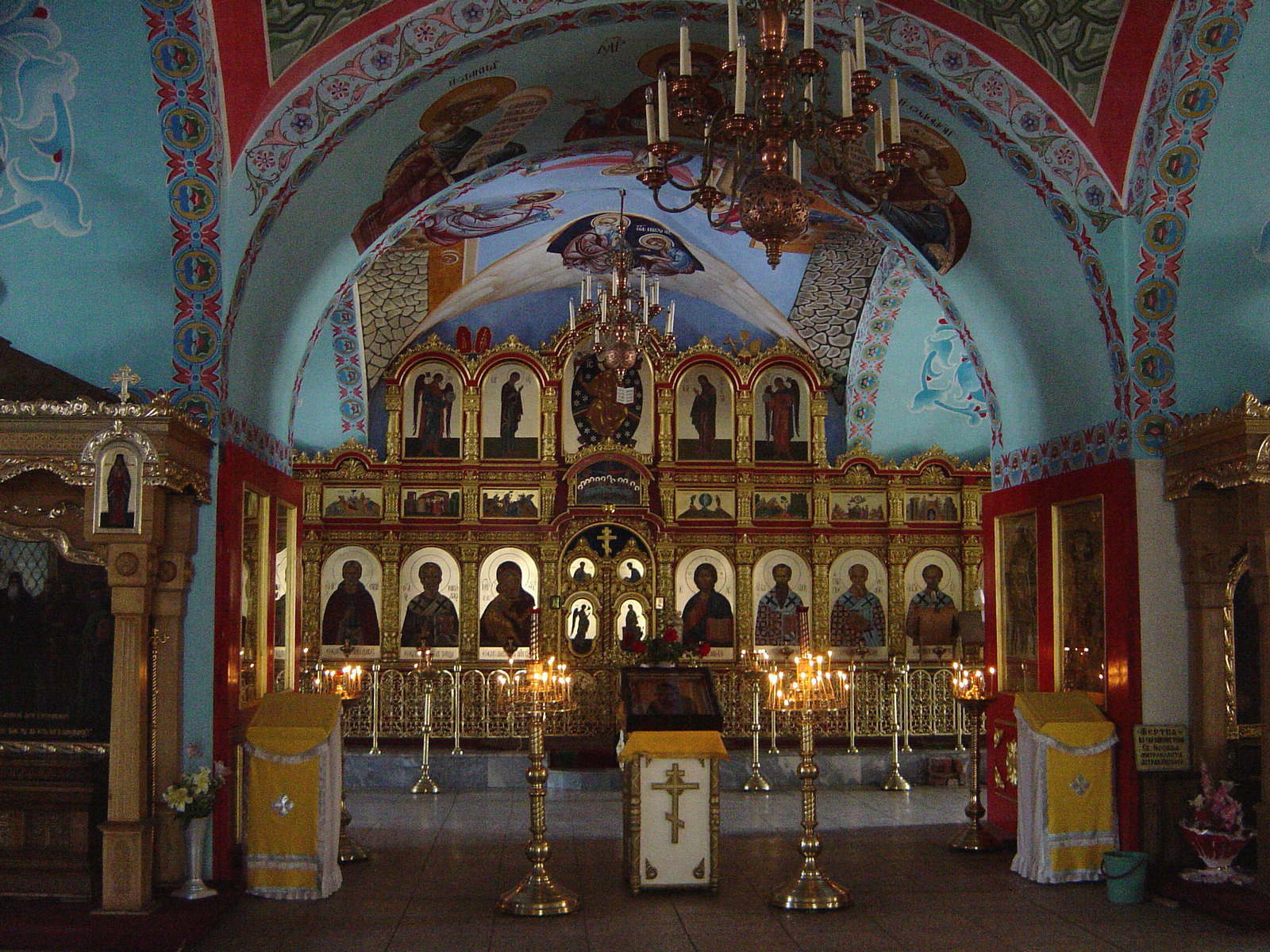
Gli interni della cattedrale

I lavori iniziarono il 1º ottobre 1699 e furono svolti da trenta muratori professionisti coordinati dall'architetto Dorofej Mjakišev. Nella Cronaca Ključarёvskaja, uno dei documenti più importanti della storia di Astrachan', si afferma che gli operai venivano pagati 13 rubli al giorno. In un primo momento Mjakišev progettò la costruzione di una grande cupola che avrebbe dovuto coronare la cattedrale. Tuttavia, la necessità di finire il lavoro in tempi più brevi e il timore di un cedimento strutturale fecero optare l'architetto per la costruzione di 5 cupole più piccole. Tra il 1705 ed il 1706 l'avanzamento dei lavori fu ostacolato dal verificarsi di una grave rivolta che coinvolse la città. Nel 1707 fu consacrata la parte inferiore della struttura, dedicata alla Theotokos di Vladimir, mentre il 14 agosto 1710 si conclusero i lavori e la cattedrale della Dormizione ricevette una nuova consacrazione. All'interno dell'edificio vennero allestite anche le cappelle dedicate ai santi di Alessandria d'Egitto Atanasio e Cirillo.
Nel 1710, al termine del completamento della cattedrale della Dormizione, furono avviati i lavori di costruzione della torre campanaria del tempio. Tuttavia, il nuovo campanile risultò profondamente instabile e per evitarne il crollo fu deciso di abbatterlo nel 1765. Nel XIX secolo fu costruita una nuova torre campanaria. Anch'essa però presentò dei difetti, divenuti particolarmente evidenti nel 1896, quando la sua pendenza divenne visibile ad occhio nudo. Nel 1910 il campanile fu quindi abbattuto e sostituito da una nuova torre ancora più imponente e sfarzosa, oggi considerata uno dei maggiori simboli di Astrachan'.
A seguito della rivoluzione d'ottobre, il 18 gennaio 1918 la cattedrale fu chiusa al culto. Dopo essere stata riaperta nel 1922 subì la confisca di numerose reliquie ed oggetti sacri. Negli anni trenta l'edificio fu definitivamente chiuso e trasformato in un magazzino a disposizione dell'Armata Rossa. Dal 1958 ospitò un museo di storia locale. Nel 1992 la struttura fu restituita alla sua destinazione originaria. Il 24 maggio dello stesso anno fu celebrata la prima liturgia, in occasione della ricorrenza del santo metropolita Giuseppe. Gli anni successivi al ritorno al culto furono caratterizzati dagli interventi di restauro sia dell'esterno che dell'interno della cattedrale.

## Galleria d'immagini

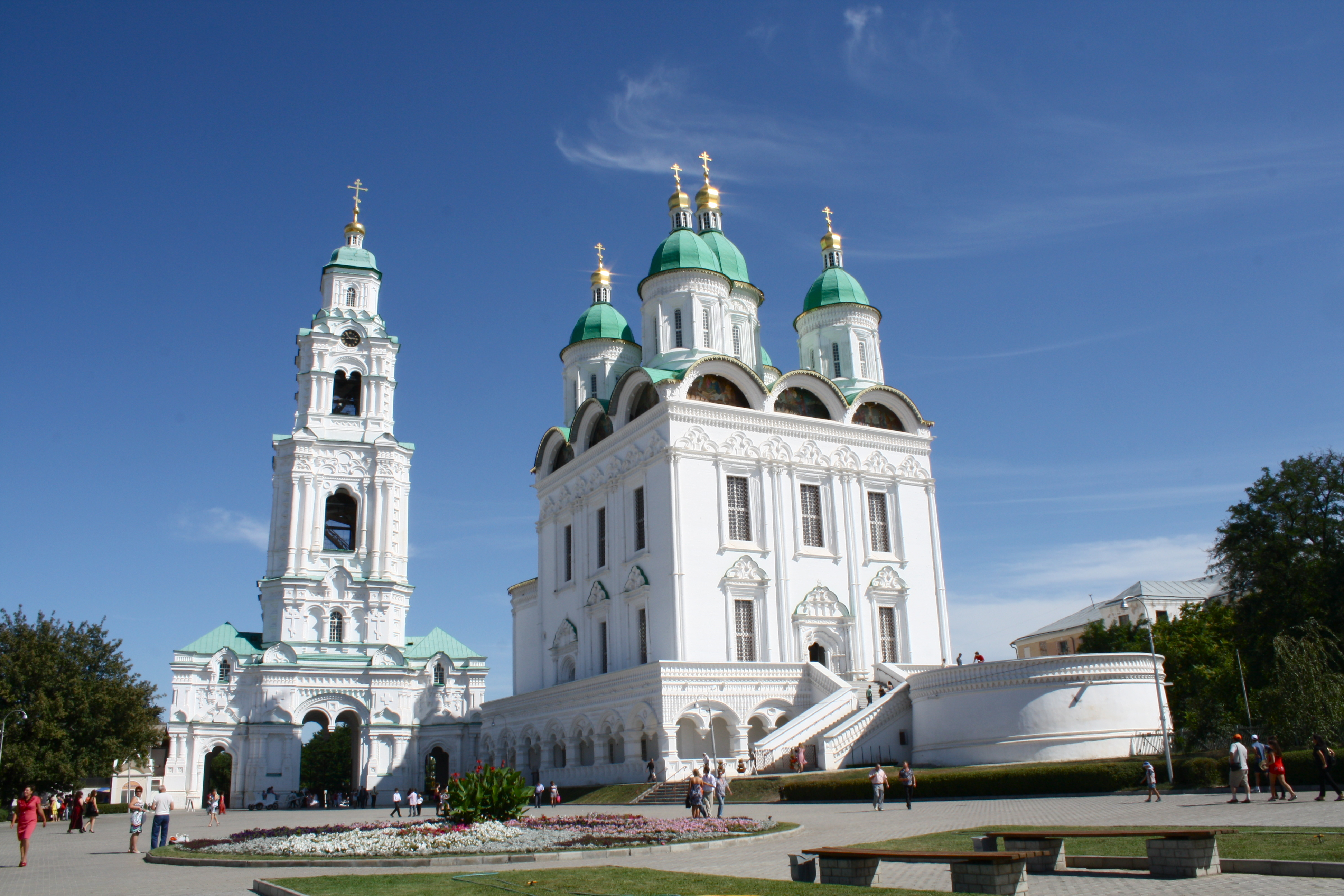
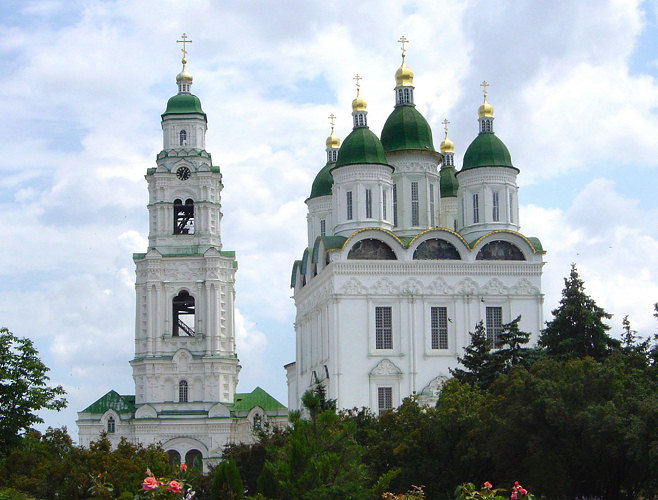
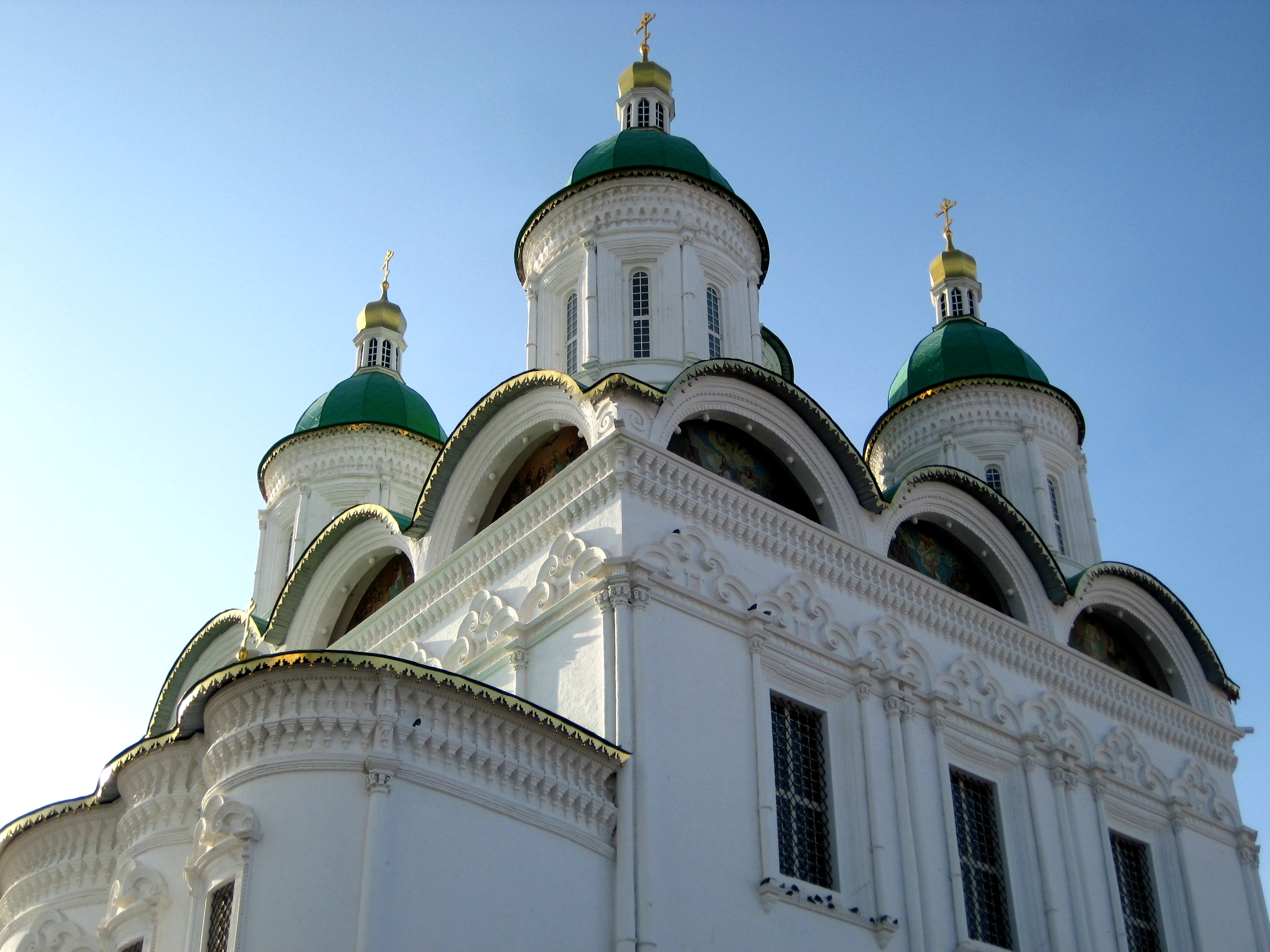
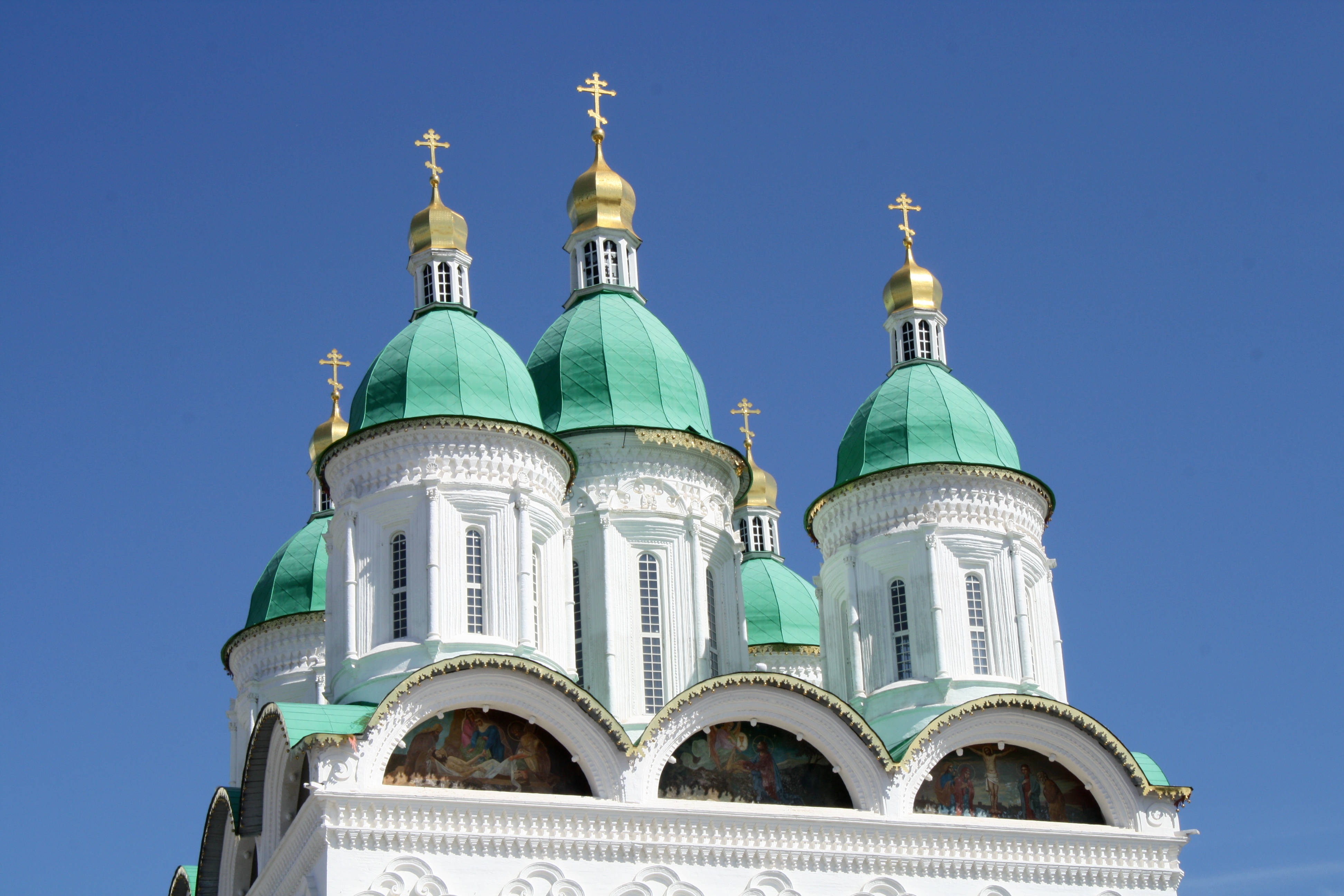
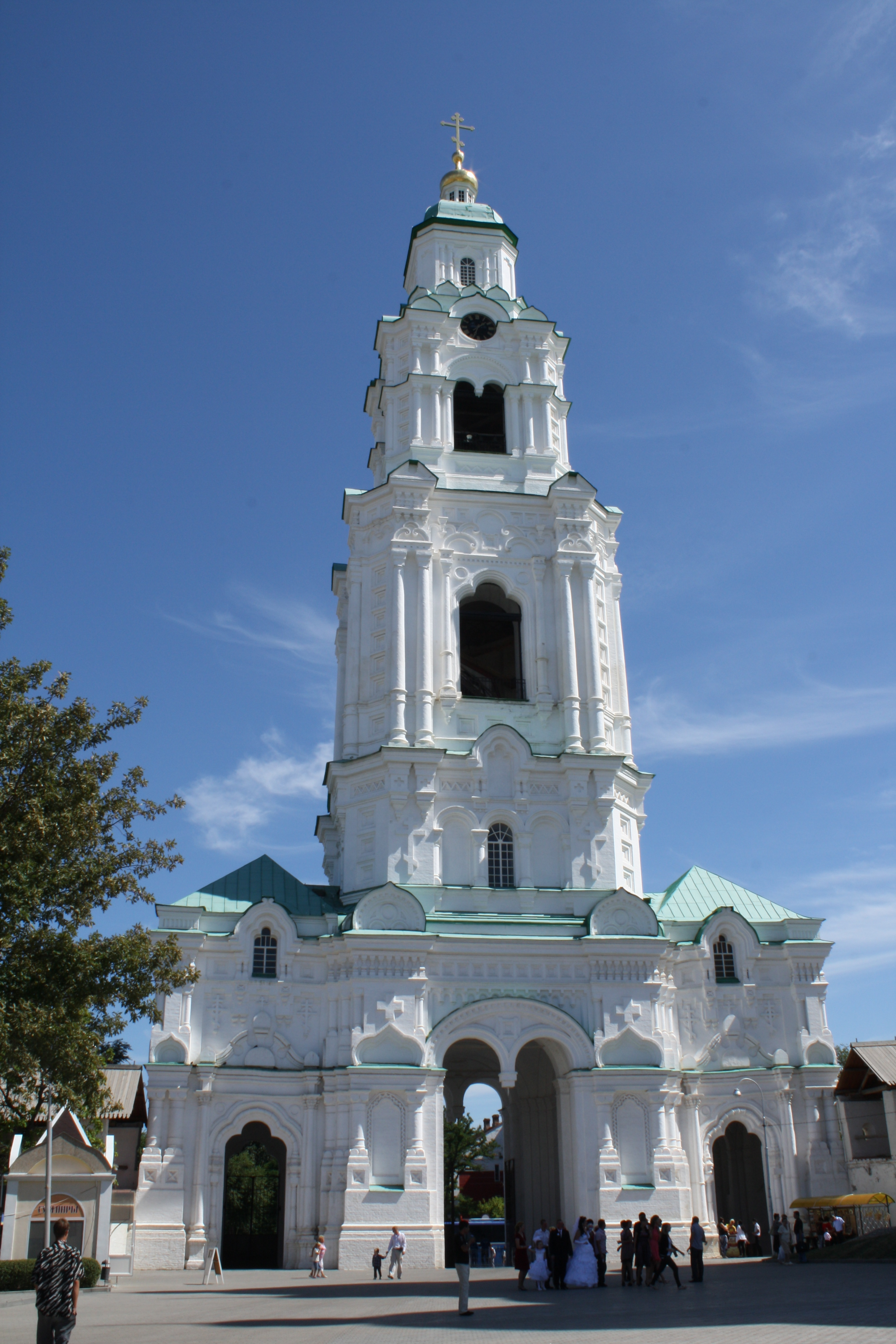